# La Esperanza (Jujuy)
La Esperanza es una ciudad  del Departamento San Pedro, provincia de Jujuy, Argentina.[cita requerida]
Se encuentra ubicada dentro del Valle del Río San Francisco de Jujuy, a 25 km de la confluencia de los ríos Grande y Lavayén que luego forman el río San Francisco.[cita requerida]
La zona presenta un clima subtropical húmedo, que favorece el cultivo de la caña de azúcar, tabaco y otros cultivos tropicales que conforman el principal sustento económico de la región.[cita requerida]
Contaba con 5,195 habitantes (Indec, 2010), frente a los 5,002 habitantes (Indec, 2001) del censo anterior.[cita requerida]
En esta ciudad nació el cantante folclórico Zamba Quipildor (1943).[cita requerida]

## Parroquias de la Iglesia católica en La Esperanza
| Diócesis  | Jujuy                               |
| --------- | ----------------------------------- |
| Parroquia | Nuestro Señor de la Buena Esperanza |